# 보르보네파르마 왕자 하이메
보르보네파르마 왕자 하이메(Prince Jaime Bernardo of Bourbon-Parma, Count of Bardi, 1972년 10월 13일 ~ )는 네덜란드 공주 이레너와 파르마 공작 카를로스 우고의 둘째 아들이자 셋째이다. 그는 네덜란드 왕실의 확장된 구성원일 뿐만 아니라 보르보네파르마가의 일원이다. 2014년부터 2018년까지 그는 교황청의 네덜란드 대사였다. 2021년까지 그는 유엔난민기구 UNHCR의 민간 부문 파트너십 수석 고문이었다. 현재 그는 네덜란드의 기후 특사이다.